# كأس العالم (أنمي)
كأس العالم هو مسلسل أنمي ياباني من إنتاج شركة طوكيو موفي شينشا وراي (راديو تلفزيون إيطاليا) عرض لأول مرة في 4 أبريل 1994 واستمر عرضه حتى 3 أبريل 1995 وتمت دبلجة المسلسل للغة العربية.

## الحبكة
تدور أحداث الأنمي حول تكرار مسرحي لجميع القصص التي حدثت في نهائيات كأس العالم السابقة. وهو يغطي جميع كؤوس العالم من نسخة 1930 التي أقيمت في أوروغواي حتى عشية آخرها في عام 1994 والتي أقيمت في الولايات المتحدة الأمريكية. يتتبع القصص التي تدور حول الفائزين السابقين بكأس العالم والظروف التي أدت إلى فوزهم. بطل الرواية الرئيسي للقصة هو مراسل سابق اسمه بريان طومسون. يقود الجمهور إلى المباريات الرائعة التي لعبها مختلف الفائزين السابقين بكأس العالم. في المنتصف ، تظهر لنا أيضا لمحات من شباب براين. يغطي العرض جميع اللاعبين العظماء الذين يقودون بلدانهم إلى مجد كأس العالم. نرى أيضا أن اللعبة ولدت من جديد ببراعة من خلال لاعبين رائعين مثل فرانز بيكنباور وجيرد مولر وأوزيبيو وأعظمهم جميعا ، دييغو أرماندو مارادونا.

## روابط خارجية
- كأس العالم على موقع IMDb (الإنجليزية)
- كأس العالم على موقع ألو سيني (الفرنسية)
- كأس العالم على موقع قاعدة بيانات الفيلم (الإنجليزية)
- كأس العالم على موقع ANN anime (الإنجليزية)